# Équipe d'Espagne de football à la Coupe des confédérations 2009
L'équipe d'Espagne de football participe à sa 1re Coupe des confédérations lors de l'édition 2009 qui se tient en Afrique du Sud du 14 juin 2009 au 28 juin 2009. Elle se rend à la compétition en tant que vainqueur de l'Euro 2008.
Les Espagnols terminent premiers du groupe A puis ils perdent contre les États-Unis en demi-finale. Lors de la petite finale, ils gagnent contre l'Afrique du Sud et ils se classent ainsi troisièmes de la compétition.

## Résultats

### Phase de groupe
| Rang | Équipe           | Pts | J | G | N | P | Bp | Bc | Diff |
| ---- | ---------------- | --- | - | - | - | - | -- | -- | ---- |
| 1    | Espagne          | 9   | 3 | 3 | 0 | 0 | 8  | 0  | +8   |
| 2    | Afrique du Sud   | 4   | 3 | 1 | 1 | 1 | 2  | 2  | 0    |
| 3    | Irak             | 2   | 3 | 0 | 2 | 1 | 0  | 1  | -1   |
| 4    | Nouvelle-Zélande | 1   | 3 | 0 | 1 | 2 | 0  | 7  | -7   |

| 14 juin 2009                      | Nouvelle-Zélande | 0 - 5 | Espagne                                      | Royal Bafokeng Stadium, Rustenburg            |                                               |
| 20:30 · Historique des rencontres |                  |       | Torres 6e 14e 17e · Fàbregas 24e · Villa 48e | Spectateurs : 21 649 Arbitrage : Coffi Codjia | Spectateurs : 21 649 Arbitrage : Coffi Codjia |
| 20:30 · Historique des rencontres | (Rapport)        |       |                                              | Spectateurs : 21 649 Arbitrage : Coffi Codjia | Spectateurs : 21 649 Arbitrage : Coffi Codjia |

| 17 juin 2009                      | Espagne   | 1 - 0 | Irak | Free State Stadium, Mangaung/Bloemfontein       |                                                 |
| 16:00 · Historique des rencontres | Villa 55e |       |      | Spectateurs : 30 512 Arbitrage : Matthew Breeze | Spectateurs : 30 512 Arbitrage : Matthew Breeze |
| 16:00 · Historique des rencontres | (Rapport) |       |      | Spectateurs : 30 512 Arbitrage : Matthew Breeze | Spectateurs : 30 512 Arbitrage : Matthew Breeze |

| 20 juin 2009                      | Espagne                  | 2 - 0 | Afrique du Sud | Free State Stadium, Mangaung/Bloemfontein   |                                             |
| 20:00 · Historique des rencontres | Villa 52e · Llorente 72e |       |                | Spectateurs : 38 212 Arbitrage : Pablo Pozo | Spectateurs : 38 212 Arbitrage : Pablo Pozo |
| 20:00 · Historique des rencontres | (Rapport)                |       |                | Spectateurs : 38 212 Arbitrage : Pablo Pozo | Spectateurs : 38 212 Arbitrage : Pablo Pozo |

### Demi-finale
| 24 juin 2009                      | Espagne   | 0 - 2 | États-Unis                               | Free State Stadium, Mangaung/Bloemfontein        |                                                  |
| 20:00 · Historique des rencontres |           |       | Altidore 27e · Dempsey 74e · Bradley 86e | Spectateurs : 35 369 Arbitrage : Jorge Larrionda | Spectateurs : 35 369 Arbitrage : Jorge Larrionda |
| 20:00 · Historique des rencontres | (Rapport) |       |                                          | Spectateurs : 35 369 Arbitrage : Jorge Larrionda | Spectateurs : 35 369 Arbitrage : Jorge Larrionda |

### Petite finale
| 28 juin 2009                      | Espagne                          | 3 - 2 a.p. | Afrique du Sud   | Royal Bafokeng Stadium, Rustenburg              |                                                 |
| 15:00 · Historique des rencontres | Guïza 88e 89e · Xabi Alonso 107e |            | Mphela 73e 90+3e | Spectateurs : 31 788 Arbitrage : Matthew Breeze | Spectateurs : 31 788 Arbitrage : Matthew Breeze |
| 15:00 · Historique des rencontres | (Rapport)                        |            |                  | Spectateurs : 31 788 Arbitrage : Matthew Breeze | Spectateurs : 31 788 Arbitrage : Matthew Breeze |

## Effectif
Une première liste de l'équipe d'Espagne comprenant 23 joueurs est donnée le 1er juin 2009. Cette première liste est modifiée le 5 juin avec l'intégration de Pablo Hernández en remplacement d'Andrés Iniesta, blessé. Statistiques arrêtées le 29 juin 2009.
| Numéro / Nom       | Numéro / Nom       | Équipe actuelle | Sél.             | Date de naissance | J.              |                 |                 |                 |                 |
| Gardiens de but    | Gardiens de but    | Gardiens de but | Gardiens de but  | Gardiens de but   | Gardiens de but | Gardiens de but | Gardiens de but | Gardiens de but | Gardiens de but |
| ------------------ | ------------------ | --------------- | ---------------- | ----------------- | --------------- | --------------- | --------------- | --------------- | --------------- |
| 1                  | Iker Casillas      | Real Madrid     | 96 (0)           | 20 mai 1981       | 4               | 0               | 0               | 0               | 0               |
| 13                 | Diego López        | Villarreal      | 0 (0)            | 3 novembre 1981   | 0               | 0               | 0               | 0               | 0               |
| 23                 | José Manuel Reina  | Liverpool FC    | 15 (0)           | 31 août 1982      | 1               | 0               | 0               | 0               | 0               |
| Défenseurs         |                    |                 |                  |                   |                 |                 |                 |                 |                 |
| 2                  | Raúl Albiol        | Valencia CF     | 16 (0)           | 4 septembre 1985  | 3               | 0               | 2               | 0               | 0               |
| 3                  | Gerard Piqué       | FC Barcelone    | 7 (1)            | 2 février 1987    | 4               | 0               | 3               | 0               | 0               |
| 4                  | Carlos Marchena    | Valencia CF     | 52 (2)           | 3 juillet 1979    | 1               | 0               | 1               | 0               | 0               |
| 5                  | Carles Puyol       | FC Barcelone    | 76 (2)           | 13 avril 1978     | 3               | 0               | 0               | 0               | 0               |
| 11                 | Joan Capdevila     | Villarreal CF   | 37 (4)           | 3 février 1978    | 4               | 0               | 1               | 0               | 0               |
| 15                 | Sergio Ramos       | Real Madrid     | 52 (4)           | 30 mars 1986      | 3               | 0               | 0               | 0               | 0               |
| 19                 | Álvaro Arbeloa     | Liverpool FC    | 9 (0)            | 17 janvier 1983   | 3               | 0               | 0               | 0               | 0               |
| Milieux de terrain |                    |                 |                  |                   |                 |                 |                 |                 |                 |
| 6                  | Pablo Hernández    | Valencia CF     | 1 (0)            | 11 avril 1985     | 1               | 0               | 0               | 0               | 0               |
| 8                  | Xavi               | FC Barcelone    | 78 (8)           | 25 janvier 1980   | 4               | 0               | 0               | 0               | 0               |
| 10                 | Cesc Fàbregas      | Arsenal FC      | 41 (2)           | 4 mai 1987        | 3               | 1               | 0               | 0               | 0               |
| 12                 | Sergio Busquets    | FC Barcelone    | 5 (0)            | 16 juillet 1988   | 3               | 0               | 1               | 0               | 0               |
| 14                 | Xabi Alonso        | Liverpool FC    | 61(5)            | 25 novembre 1981  | 4               | 1               | 1               | 0               | 0               |
| 18                 | Albert Riera       | Liverpool FC    | 13 (3)           | 15 avril 1982     | 4               | 0               | 0               | 0               | 0               |
| 20                 | Santi Cazorla      | Villarreal CF   | 21 (1)           | 13 décembre 1984  | 5               | 0               | 0               | 0               | 0               |
| 21                 | David Silva        | Valencia CF     | 26 (3)           | 8 janvier 1986    | 3               | 0               | 0               | 0               | 0               |
| 22                 | Juan Manuel Mata   | Valencia CF     | 3 (0)            | 28 avril 1988     | 2               | 0               | 0               | 0               | 0               |
| Attaquants         |                    |                 |                  |                   |                 |                 |                 |                 |                 |
| 7                  | David Villa        | Valencia CF     | 49 (31)          | 3 décembre 1981   | 5               | 3               | 0               | 0               | 0               |
| 9                  | Fernando Torres    | Liverpool FC    | 67 (22)          | 20 mars 1984      | 5               | 3               | 0               | 0               | 0               |
| 16                 | Fernando Llorente  | Athletic Bilbao | 5 (2)            | 26 février 1985   | 2               | 1               | 1               | 0               | 0               |
| 17                 | Daniel Güiza       | Fenerbahçe SK   | 17 (5)           | 17 août 1980      | 2               | 2               | 0               | 0               | 0               |
| Sélectionneur      |                    |                 |                  |                   |                 |                 |                 |                 |                 |
|                    | Vicente del Bosque |                 | 23 décembre 1950 |                   |                 |                 |                 |                 |                 |

## Navigation